# Luân lý học

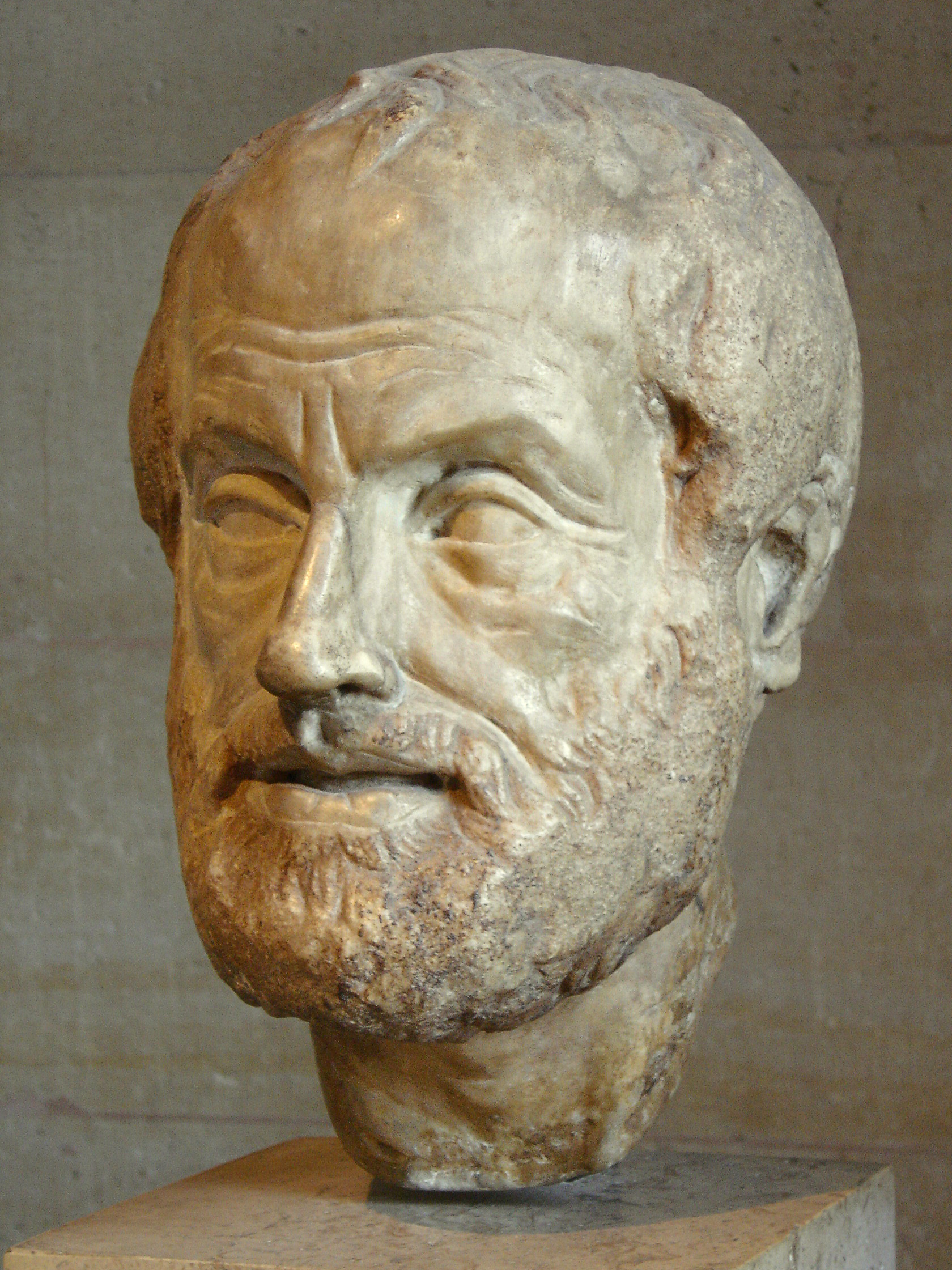
Aristotle là một trong những triết gia có ảnh hưởng đến phát triển của đạo đức học.

Luân lý học hay triết học đạo đức là một nhánh  của triết học "liên quan đến việc hệ thống hóa, bảo vệ và khuyến nghị các khái niệm về hành vi đúng và sai". Lĩnh vực đạo đức học, cùng với mỹ học, liên quan đến các vấn đề giá trị, và do đó bao gồm nhánh triết học được gọi là tiên đề học.
Đạo đức học tìm cách giải quyết các câu hỏi về đạo đức con người bằng cách định nghĩa các khái niệm như thiện và ác, đúng và sai, đức hạnh và tệ nạn, công lý và tội phạm. Là một lĩnh vực nghiên cứu trí tuệ, triết học đạo đức cũng liên quan đến các lĩnh vực tâm lý học đạo đức, đạo đức học mô tả và lý thuyết giá trị.
Ba lĩnh vực nghiên cứu chính về đạo đức được công nhận ngày nay là:
1. Đạo đức học siêu hình, liên quan đến ý nghĩa lý thuyết và tham chiếu của các định đề đạo đức, và cách xác định giá trị chân lý của chúng (nếu có)
2. Đạo đức học chuẩn mực, liên quan đến các phương tiện thực tế để xác định một hành động đạo đức
3. Đạo đức học ứng dụng, liên quan đến những gì một người có nghĩa vụ (hoặc được phép) làm trong một tình huống cụ thể hoặc một lĩnh vực hành động cụ thể.[2]

## Định nghĩa đạo đức
Từ đạo đức (ethics) trong tiếng Anh có nguồn gốc từ tiếng Hy Lạp Cổ đại ēthikós (ἠθικός), nghĩa là "liên quan đến tính cách của một người", bản thân nó bắt nguồn từ từ gốc êthos (ἦθος) nghĩa là "tính cách, bản chất đạo đức". Từ này được chuyển sang tiếng Latinh là ethica và sau đó sang tiếng Pháp là éthique, từ đó nó được chuyển sang tiếng Anh.
Rushworth Kidder nói rằng "các định nghĩa tiêu chuẩn về đạo đức thường bao gồm các cụm từ như 'khoa học về tính cách lý tưởng của con người' hoặc 'khoa học về bổn phận phải làm' ". Richard William Paul và Linda Elder định nghĩa đạo đức là "một tập hợp các khái niệm và nguyên tắc hướng dẫn chúng ta xác định hành vi nào giúp ích hoặc gây hại cho các sinh vật có tri giác". Từ điển Triết học Cambridge tuyên bố rằng từ 'ethics' "thường được sử dụng thay thế cho từ 'moral' (cùng có nghĩa là đạo đức)... và đôi khi nó được sử dụng hẹp hơn để chỉ các nguyên tắc đạo đức của một truyền thống, nhóm hoặc cá nhân cụ thể." Paul và Elder nói rằng hầu hết mọi người nhầm lẫn giữa đạo đức với việc cư xử phù hợp với các quy ước xã hội, niềm tin tôn giáo, luật pháp và không coi đạo đức là một khái niệm độc lập.
Từ đạo đức đề cập đến một số điều khác nhau. Nó có thể đề cập đến đạo đức triết học hoặc triết học đạo đức - một dự án cố gắng sử dụng lý trí để trả lời các loại câu hỏi đạo đức khác nhau. Như nhà triết học đạo đức người Anh Bernard Williams, trong khi cố gắng giải thích triết học đạo đức, đã viết: "Điều khiến một cuộc điều tra trở thành một cuộc điều tra triết học là tính khái quát phản ánh và một phong cách lập luận tuyên bố là có sức thuyết phục hợp lý."  Williams mô tả nội dung của lĩnh vực điều tra này là giải quyết một câu hỏi rất rộng: "Một người nên sống như thế nào?". Đạo đức cũng có thể đề cập đến khả năng suy nghĩ chung của con người về các vấn đề đạo đức mà không riêng gì triết học. Như nhà đạo đức sinh học Larry Churchill đã viết: "Đạo đức, được hiểu là năng lực suy nghĩ chín chắn về các giá trị đạo đức và chỉ dẫn hành động của chúng ta theo các giá trị đó, là một năng lực chung của con người."  Đạo đức cũng có thể được sử dụng để mô tả các nguyên tắc hoặc thói quen mang phong cách riêng của một người cụ thể. Ví dụ: "Joe có đạo đức kỳ lạ."

## Đạo đức học siêu hình
Đạo đức học siêu hình là một nhánh của triết học đạo đức hỏi về cách chúng ta hiểu, biết về và hàm ý của chúng ta khi chúng ta nói về điều gì là đúng và điều gì là sai. Một câu hỏi đạo đức liên quan đến một tình huống thực tế cụ thể - chẳng hạn như "Tôi có nên ăn miếng bánh sô cô la đặc biệt này không?" - không thể là một câu hỏi siêu đạo đức (đúng hơn, đây là một câu hỏi đạo đức ứng dụng). Một câu hỏi siêu đạo đức là trừu tượng và liên quan đến một loạt các câu hỏi thực tế cụ thể hơn. Ví dụ, "Có bao giờ có thể có được kiến thức an toàn về điều gì là đúng và sai không?" là một câu hỏi siêu đạo đức.
Đạo đức học siêu hình luôn đồng hành với đạo đức học triết học. Ví dụ, Aristotle ngụ ý rằng đạo đức học có thể có kiến thức ít chính xác hơn so với các lĩnh vực tìm hiểu khác, và ông coi kiến thức đạo đức phụ thuộc vào thói quen và sự tiếp biến văn hóa theo cách làm cho nó khác biệt với các loại kiến thức khác. Đạo đức tổng hợp cũng rất quan trọng trong Nguyên tắc Ethica của GE Moore từ năm 1903. Trong đó, lần đầu tiên ông viết về cái mà ông gọi là ngụy biện tự nhiên. Moore được xem là người bác bỏ chủ nghĩa tự nhiên trong đạo đức, trong Lập luận câu hỏi mở của mình. Điều này khiến các nhà tư tưởng phải nhìn lại những câu hỏi bậc hai về đạo đức. Trước đó, nhà triết học người Scotland David Hume đã đưa ra quan điểm tương tự về sự khác biệt giữa sự thật và giá trị.
Các nghiên cứu về cách chúng ta biết trong đạo đức học chia thành chủ nghĩa nhận thức và chủ nghĩa không nhận thức; điều này khá giống với thứ được gọi là mô tả và không mô tả. Chủ nghĩa không nhận thức là quan điểm cho rằng khi chúng ta đánh giá điều gì đó là đúng hay sai về mặt đạo đức, điều này không đúng cũng không sai. Ví dụ, chúng ta có thể chỉ bày tỏ cảm xúc của mình về những điều này. Khi đó, chủ nghĩa nhận thức có thể được coi là tuyên bố rằng khi chúng ta nói về đúng và sai, chúng ta đang nói về những vấn đề thực tế.
Bản thể luận của đạo đức học là về những thứ hoặc thuộc tính mang lại giá trị, tức là loại sự vật hoặc công cụ được đề cập đến bởi các mệnh đề đạo đức. Những người theo chủ nghĩa không mô tả và không theo chủ nghĩa nhận thức tin rằng đạo đức học không cần một bản thể luận cụ thể vì các mệnh đề đạo đức không đề cập đến. Đây được biết đến như là một quan điểm chống lại chủ nghĩa hiện thực. Mặt khác, những người theo chủ nghĩa hiện thực phải giải thích loại thực thể, thuộc tính hoặc trạng thái nào phù hợp với đạo đức, chúng có giá trị như thế nào và tại sao chúng lại hướng dẫn và thúc đẩy hành động của chúng ta.

### Hoài nghi mang tính đạo đức
Chủ nghĩa hoài nghi đạo đức (hay chủ nghĩa hoài nghi đạo đức) là một loại lý thuyết siêu đạo đức, trong đó tất cả các thành viên đều cho rằng không ai có bất kỳ kiến thức đạo đức nào. Nhiều người hoài nghi đạo đức cũng tuyên bố mạnh mẽ hơn, theo phương thức rằng kiến thức về đạo đức là không thể. Chủ nghĩa hoài nghi đạo đức đặc biệt chống lại chủ nghĩa hiện thực đạo đức vốn cho rằng có những sự thật đạo đức khách quan và có thể nắm bắt được.
Một số người ủng hộ chủ nghĩa hoài nghi đạo đức bao gồm Pyrrho, Aenesidemus, Sextus Empiricus, David Hume, Max Stirner, Friedrich Nietzsche và JL Mackie.
Chủ nghĩa hoài nghi đạo đức được chia thành ba nhánh nhỏ hơn:
- Thuyết lỗi đạo đức (hay thuyết hư vô đạo đức).
- Chủ nghĩa hoài nghi đạo đức nhận thức.
- Chủ nghĩa không nhận thức.[17]

Tất cả ba lý thuyết này đều có chung một kết luận như sau:
(a) chúng ta không bao giờ được biện minh khi tin rằng các tuyên bố đạo đức (tuyên bố ở dạng "tình trạng x là tốt", "hành động y là bắt buộc về mặt đạo đức, v.v.) là đúng và thậm chí còn hơn thế
(b) chúng ta không bao giờ biết được rằng bất kỳ tuyên bố đạo đức nào là đúng.
Tuy nhiên, mỗi nhánh đạt đến (a) và (b) bằng các con đường khác nhau.
Thuyết sai lầm đạo đức cho rằng chúng ta không biết rằng bất kỳ tuyên bố đạo đức nào là đúng bởi vì
(i) tất cả các tuyên bố đạo đức đều sai,
(ii) chúng ta có lý do để tin rằng tất cả các tuyên bố đạo đức là sai, và
(iii) vì chúng ta không được biện minh khi tin vào bất kỳ tuyên bố nào mà chúng ta có lý do để từ chối, chúng ta không được biện minh khi tin vào bất kỳ tuyên bố đạo đức nào.
Chủ nghĩa hoài nghi đạo đức nhận thức luận là một phân lớp của lý thuyết, các thành viên của chúng bao gồm chủ nghĩa hoài nghi đạo đức Pyrrhonian và chủ nghĩa hoài nghi đạo đức giáo điều. Tất cả các thành viên của chủ nghĩa hoài nghi đạo đức nhận thức luận đều chia sẻ hai điều: thứ nhất, họ thừa nhận rằng chúng ta không có lý do gì khi tin vào bất kỳ tuyên bố đạo đức nào, và thứ hai, họ không tin vào việc (i) có đúng hay không (tức là nói về việc tất cả các tuyên bố đạo đức đều sai).
- Chủ nghĩa hoài nghi đạo đức của Pyrrho cho rằng lý do khiến chúng ta không hợp lý khi tin vào bất kỳ tuyên bố đạo đức nào là vì chúng ta không hợp lý khi tin rằng bất kỳ tuyên bố đạo đức nào là đúng hoặc bất kỳ tuyên bố đạo đức nào là sai. Do đó, ngoài sự bất khả tri về việc liệu (i) có đúng hay không, chủ nghĩa hoài nghi đạo đức Pyrrhonian còn phủ nhận (ii).
- Mặt khác, chủ nghĩa hoài nghi đạo đức giáo điều khẳng định (ii) và viện dẫn (ii) sự thật là lý do khiến chúng ta không có lý do gì khi tin vào bất kỳ tuyên bố đạo đức nào.

Chủ nghĩa phi nhận thức cho rằng chúng ta không bao giờ có thể biết rằng bất kỳ tuyên bố đạo đức nào là đúng bởi vì các tuyên bố đạo đức không có khả năng đúng hay sai (chúng không đúng với sự thật). Thay vào đó, các tuyên bố đạo đức là mệnh lệnh (ví dụ: "Đừng ăn cắp trẻ sơ sinh!"), Biểu hiện của cảm xúc (ví dụ: "ăn trộm trẻ sơ sinh: Xấu!"), hoặc biểu hiện "thái độ ủng hộ" ("Tôi không tin rằng nên đánh cắp trẻ sơ sinh.")

## Đạo đức học chuẩn mực/chuẩn tắc
Đạo đức học chuẩn mực hay đạo đức học quy phạm là việc nghiên cứu các hành động đạo đức. Đây là nhánh của đạo đức học nghiên cứu một tập hợp các câu hỏi nảy sinh khi xem xét cách một người phải hành động ra sao, khi xét về mặt đạo đức. Đạo đức học chuẩn mực khác biệt với đạo đức học siêu hình vì đạo đức chuẩn mực kiểm tra các tiêu chuẩn về tính đúng và sai của các hành động, trong khi đạo đức học siêu hình nghiên cứu ý nghĩa của ngôn ngữ đạo đức và tính siêu hình của các sự kiện đạo đức. Đạo đức học quy phạm cũng khác với đạo đức học mô tả, vì đạo đức học mô tả là một cuộc điều tra thực nghiệm về niềm tin đạo đức của con người. Nói một cách khác, đạo đức học mô tả sẽ quan tâm đến việc xác định tỷ lệ người tin rằng giết người luôn luôn là sai, trong khi đạo đức học chuẩn mực quan tâm đến việc liệu việc giữ niềm tin như vậy có đúng hay không. Do đó, đạo đức học  quy phạm đôi khi được gọi là quy định, thay vì mô tả. Tuy nhiên, trên một số phiên bản nhất định của quan điểm siêu đạo đức được gọi là chủ nghĩa hiện thực đạo đức, các sự kiện đạo đức đồng thời vừa mang tính mô tả vừa mang tính quy định.
Theo truyền thống, đạo đức học chuẩn tắc (còn được gọi là lý thuyết đạo đức) là nghiên cứu về những gì làm cho hành động đúng và sai. Những lý thuyết này đưa ra một nguyên tắc đạo đức bao quát mà người ta có thể sử dụng để giải quyết các quyết định khó khăn mang tính đạo đức.
Vào đầu thế kỷ 20, các lý thuyết đạo đức trở nên phức tạp hơn và không còn chỉ quan tâm đến tính đúng sai, mà quan tâm đến nhiều loại tình trạng đạo đức khác nhau. Vào giữa thế kỷ này, việc nghiên cứu về đạo đức chuẩn mực đã giảm sút khi đạo đức học tổng hợp ngày càng trở nên nổi tiếng. Sự tập trung vào siêu đạo đức học này một phần được gây ra bởi sự tập trung mạnh mẽ về ngôn ngữ trong triết học phân tích và bởi sự phổ biến của chủ nghĩa thực chứng lôgic.

### Đạo đức học đức hạnh

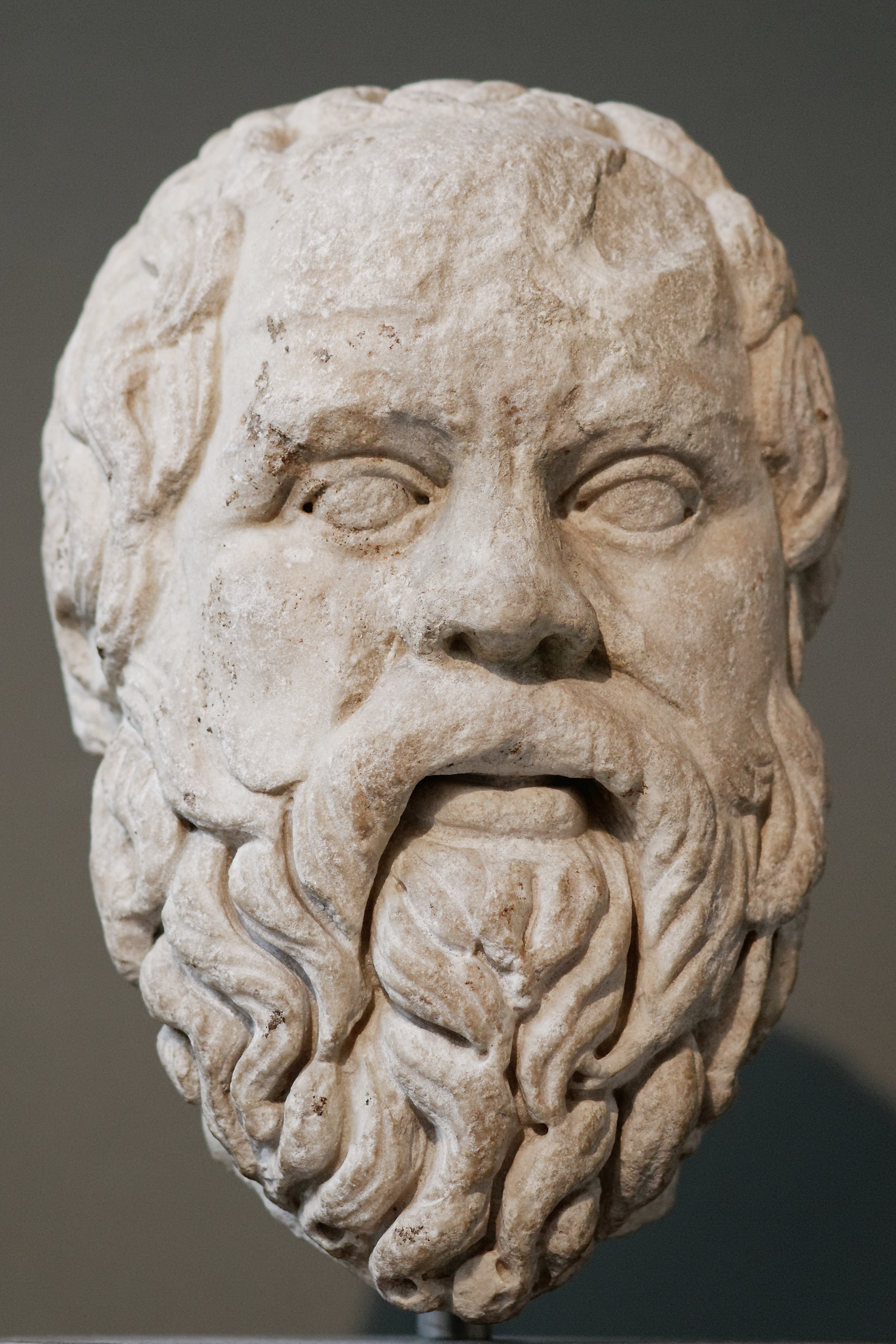
Socrates

Đạo đức học đức hạnh mô tả tính cách của một tác nhân đạo đức như một động lực thúc đẩy hành vi đạo đức, và nó được dùng để mô tả đạo đức học của Socrates, Aristotle và các triết gia Hy Lạp sơ khai khác. Socrates (469–399 TCN) là một trong những nhà triết học Hy Lạp đầu tiên khuyến khích cả học giả và người dân bình thường chuyển sự chú ý của họ từ thế giới bên ngoài sang tình trạng của loài người. Theo quan điểm này, tri thức đối với cuộc sống con người được đặt lên hàng đầu, trong khi tất cả các tri thức khác chỉ là thứ yếu. Kiến thức bản thân được coi là cần thiết để thành công và vốn dĩ là một điều tốt. Một người nhận thức được bản thân sẽ hành động hoàn toàn trong khả năng của mình để đạt đến đỉnh cao của mình, trong khi một người thiếu hiểu biết sẽ lúng túng và gặp khó khăn. Đối với Socrates, một người phải nhận thức được mọi sự kiện (và bối cảnh của nó) liên quan đến sự tồn tại của mình, nếu anh ta muốn đạt được sự hiểu biết về bản thân. Ông cho rằng mọi người sẽ tự nhiên làm điều tốt nếu họ biết điều gì là đúng. Những hành động xấu xa hay xấu xa là kết quả của sự thiếu hiểu biết. Nếu một tội phạm thực sự nhận thức được hậu quả về trí tuệ và tinh thần của những hành động của mình, thì họ sẽ không thực hiện hoặc thậm chí không cân nhắc việc thực hiện những hành động đó. Theo Socrates, bất kỳ người nào biết điều gì thực sự đúng sẽ tự động làm điều đó. Trong khi ông tương quan giữa kiến thức với đức hạnh, ông cũng đánh đồng đức hạnh với niềm vui. Người đàn ông thực sự khôn ngoan sẽ biết điều gì là đúng, làm điều gì là tốt, và do đó trở nên hạnh phúc. :32–33
Aristotle (384–323 BC) đặt ra một hệ thống đạo đức có thể được gọi là "có tính đức hạnh". Theo quan điểm của Aristotle, khi một người hành động phù hợp với đức hạnh thì người đó sẽ làm điều tốt và hài lòng. Sự bất hạnh và thất vọng là do làm sai, dẫn đến mục tiêu thất bại và cuộc sống nghèo nàn. Do đó, con người bắt buộc phải hành động phù hợp với đức hạnh, điều này chỉ có thể đạt được bằng cách thực hành các đức tính để có thể hài lòng và trọn vẹn. Hạnh phúc được coi là mục tiêu cuối cùng. Tất cả những thứ khác, chẳng hạn như cuộc sống công dân hoặc của cải, chỉ được tạo ra đáng giá và có lợi khi được sử dụng trong việc thực hành các đức hạnh. Thực hành các đức hạnh là con đường chắc chắn nhất dẫn đến hạnh phúc.
Aristotle khẳng định rằng linh hồn của con người có ba bản chất: cơ thể (vật chất / chuyển hóa), động vật (cảm xúc / sự thèm ăn) và lý trí (tinh thần / khái niệm). Bản chất thể chất có thể được đảm bảo thông qua tập thể dục và chăm sóc; bản chất tình cảm thông qua ham muốn bản năng và thôi thúc; và bản chất tinh thần thông qua lý trí và tiềm năng phát triển của con người. Sự phát triển hợp lý được coi là quan trọng nhất, cần thiết cho sự tự nhận thức về mặt triết học và đối với con người duy nhất. Sự điều độ được khuyến khích, với những thái cực bị coi là suy thoái và vô đạo đức. Ví dụ, lòng dũng cảm là đức tính vừa phải giữa hai thái cực của sự hèn nhát và liều lĩnh. Con người không nên sống đơn giản, nhưng hãy sống tốt với những hành vi được điều chỉnh bởi đức hạnh. Điều này được coi là khó khăn, vì đức hạnh biểu thị làm điều đúng đắn, đúng cách, đúng lúc, với đúng lý do.

#### Chủ nghĩa khắc kỷ

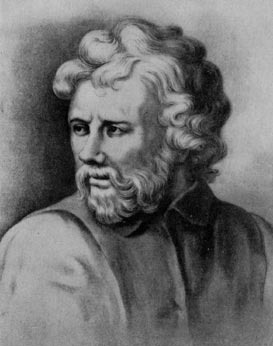
Epictetus

Nhà triết học khắc kỷ Epictetus cho rằng điều tốt đẹp nhất là sự hài lòng và thanh thản. Sự an tâm, hay còn gọi là sự yên tĩnh, có giá trị cao nhất; việc làm chủ được mong muốn và cảm xúc của bản thân dẫn đến sự bình an về tinh thần. "Ý chí không thể khuất phục" là trung tâm của triết lý này. Ý chí của cá nhân phải độc lập và bất khả xâm phạm. Về bản chất, để một người làm xáo trộn trạng thái cân bằng tinh thần là tự hiến mình trong vòng nô lệ. Nếu một người tự do chọc giận bạn theo ý muốn, bạn không có quyền kiểm soát thế giới bên trong của mình, và do đó không có tự do. Tự do khỏi các ràng buộc vật chất cũng là cần thiết. Nếu một vật bạn thích bị hỏng, bạn không nên buồn, nhưng hãy nhận ra đó là một thứ có thể bị hỏng. Tương tự, nếu ai đó phải chết, những người thân thiết với họ nên giữ sự thanh thản của họ bởi vì người thân yêu được tạo ra từ máu thịt, nên phải đối mặt với cái chết. Triết học khắc kỷ nói rằng hãy chấp nhận những thứ không thể thay đổi, cam chịu sự tồn tại của bản thân và chịu đựng một cách hợp lý, và không được sợ hãi cái chết. Con người không "đánh mất" sự sống của mình, mà thay vào đó là "trở về", vì họ đang trở về với Thượng đế (Đấng ban đầu đã ban cho con người như một con người). Epictetus nói rằng không nên né tránh những vấn đề khó khăn trong cuộc sống mà nên chấp nhận. Chúng là những bài tập tinh thần cần thiết cho sức khỏe của tinh thần, cũng như bài tập thể chất cần thiết cho sức khỏe của cơ thể. Ông cũng tuyên bố rằng cần tránh tình dục và ham muốn tình dục là mối đe dọa lớn nhất đối với sự toàn vẹn và trạng thái cân bằng của tâm trí con người. Việc kiêng cữ tình dục được ông khuyến khích. Epictetus nói rằng tiết chế khi đối mặt với cám dỗ là một chiến thắng mà một người có thể tự hào. :38–41

#### Đạo đức học đức hạnh đương đại
Đạo đức học đức hạnh hiện đại đã được phổ biến vào cuối thế kỷ 20 phần lớn như là một phản ứng đối với " Triết lý đạo đức hiện đại " của GEM Anscombe. Anscombe lập luận rằng hệ quả luận và đạo đức học nhiệm vụ chỉ khả thi như lý thuyết phổ quát nếu hai trường đất mình trong pháp luật của Thiên Chúa. Là một tín đồ Cơ đốc tận tụy sâu sắc, Anscombe đề xuất rằng hoặc những người không có uy tín về đạo đức đối với các khái niệm về luật thiêng liêng sẽ tuân theo đạo đức nhân đức, điều này không cần đến luật pháp phổ quát vì bản thân các tác nhân được điều tra về đạo đức hoặc sai sót và tuân theo "tiêu chuẩn phổ quát ", hoặc những người muốn trở thành người theo chủ nghĩa thực dụng hoặc theo chủ nghĩa hậu quả đặt lý thuyết của họ vào niềm tin tôn giáo. Alasdair MacIntyre, người đã viết cuốn sách Sau đức hạnh, là người đóng góp chính và là người đề xướng đạo đức nhân đức hiện đại, mặc dù một số người cho rằng MacIntyre ủng hộ một giải trình tương đối về đức tính dựa trên các chuẩn mực văn hóa chứ không phải các tiêu chuẩn khách quan. Martha Nussbaum, một nhà đạo đức học về đạo đức đương thời, phản đối thuyết tương đối của MacIntyre, cùng với thuyết tương đối của những người khác, và phản ứng lại những phản đối của thuyết tương đối để hình thành một tài liệu khách quan trong tác phẩm "Những đức tính không tương đối: Cách tiếp cận của Aristoteles". Tuy nhiên, lời buộc tội của Nussbaum về thuyết tương đối dường như là một cách đọc sai. Công lý của ai, Hợp lý của ai?, Tham vọng của MacIntyre về việc đi theo con đường duy lý vượt ra ngoài thuyết tương đối là khá rõ ràng khi ông tuyên bố "các tuyên bố đối thủ được đưa ra bởi các truyền thống khác nhau […] phải được đánh giá […] mà không theo thuyết tương đối" (tr. 354) bởi vì thực sự "có thể xảy ra tranh luận hợp lý giữa và lựa chọn hợp lý giữa các truyền thống đối địch nhau" (tr. 352). Các Nguyên tắc Ứng xử Hoàn chỉnh cho Thế kỷ 21  pha trộn giữa đạo đức học đức hạnh phương Đông và đạo đức học đức hạnh phương Tây, với một số sửa đổi cho phù hợp với thế kỷ 21, và tạo thành một bộ phận của đạo đức học đức hạnh đương đại.
Một xu hướng chính trong đạo đức học hiện đại là phong trào Khắc kỷ hiện đại.

### Đạo đức học trực giác
Chủ nghĩa trực giác đạo đức (còn gọi là Đạo đức học trực giác) là một nhóm các quan điểm trong nhận thức luận đạo đức (và, trên một số định nghĩa, siêu hình học). Tối thiểu, thuyết trực giác đạo đức là luận điểm cho rằng nhận thức trực quan của chúng ta về giá trị, hoặc tri thức trực quan về các sự kiện đánh giá, tạo thành nền tảng cho kiến thức đạo đức của chúng ta.
Quan điểm cốt lõi của nó là một chủ nghĩa cơ bản về tri thức đạo đức: đó là quan điểm cho rằng một số chân lý đạo đức có thể được biết đến một cách không suy diễn (nghĩa là, được biết mà không cần suy luận chúng từ những chân lý khác mà người ta tin). Quan điểm nhận thức luận như vậy hàm ý rằng có những niềm tin đạo đức với nội dung mệnh đề; vì vậy nó bao hàm chủ nghĩa nhận thức. Do đó, chủ nghĩa trực giác đạo đức đối lập với các cách tiếp cận nhất quán đối với nhận thức luận đạo đức, chẳng hạn như những cách tiếp cận phụ thuộc vào trạng thái cân bằng phản ánh.
Trong suốt các tài liệu triết học, thuật ngữ "chủ nghĩa trực giác đạo đức" thường xuyên được sử dụng với sự thay đổi đáng kể trong ý nghĩa của nó. Bài viết này tập trung vào chủ nghĩa cơ bản phản ánh những cam kết cốt lõi của những người theo chủ nghĩa trực giác đạo đức tự nhận diện đương thời.
Được định nghĩa một cách đầy đủ, chủ nghĩa trực giác đạo đức có thể được sử dụng để bao hàm các hình thức nhận thức của lý thuyết ý thức đạo đức. Ngoài ra, điều cần thiết đối với thuyết trực giác đạo đức là có kiến thức đạo đức hiển nhiên hoặc tiên nghiệm; điều này không phù hợp với việc coi thuyết ý thức đạo đức là một nhánh của thuyết trực giác.
Chủ nghĩa trực giác đạo đức lần đầu tiên được nhà triết học Francis Hutcheson trình bày một cách rõ ràng. Các nhà trực giác đạo đức về ảnh hưởng và lưu ý sau này bao gồm Henry Sidgwick, GE Moore, Harold Arthur Prichard, CS Lewis và, có ảnh hưởng nhất là Robert Audi.
Những phản đối đối với thuyết trực giác đạo đức bao gồm việc có hay không tồn tại các giá trị đạo đức khách quan - một giả định mà hệ thống đạo đức dựa trên - câu hỏi tại sao nhiều người không đồng ý về đạo đức nếu chúng là tuyệt đối, và liệu dao cạo của Ockham có loại bỏ hoàn toàn lý thuyết đó hay không.

### Chủ nghĩa khoái lạc
Chủ nghĩa khoái lạc cho rằng đạo đức chính là tối đa hóa niềm vui và giảm thiểu đau đớn. Có một số trường phái tư tưởng theo chủ nghĩa khoái lạc, từ những trường phái ủng hộ việc thỏa mãn những ham muốn nhất thời đến những trường phái dạy theo đuổi hạnh phúc tinh thần. Khi xem xét hậu quả, họ bao gồm từ những người ủng hộ việc tự thỏa mãn dù cho việc này có thể đem lại nỗi đau và thiệt thòi cho người khác, đến những người tuyên bố rằng theo đuổi đạo đức nhất là việc tối đa hóa niềm vui và hạnh phúc cho hầu hết mọi người. :37

#### Chủ nghĩa khoái lạc Cyrena
Được Aristippus xứ Cyrene lập ra, những người theo chủ nghĩa khoái lạc này ủng hộ sự hài lòng hoặc niềm vui ngay lập tức. "Ăn, uống và vui vẻ, vì ngày mai chúng ta sẽ chết." Ngay cả những ham muốn thoáng qua cũng nên ham mê, vì sợ mất cơ hội mãi mãi. Có rất ít hoặc không quan tâm đến tương lai, hiện tại thống trị trong việc theo đuổi niềm vui trước mắt. Chủ nghĩa khoái lạc Cyrena khuyến khích việc theo đuổi sự hưởng thụ và ham mê không do dự, tin rằng thú vui là điều tốt đẹp duy nhất. :37

#### Chủ nghĩa Epicure
Đạo đức học Epicure là một dạng đạo đức học theo chủ nghĩa khoái lạc. Epicurus "... đã trình bày một lập luận bền vững rằng niềm vui, hiểu một cách chính xác, sẽ đồng nhất với đức hạnh."  Ông bác bỏ chủ nghĩa cực đoan của những người theo chủ nghĩa Cyrenaics, tin rằng một số thú vui và sự đam mê có thể gây hại cho con người. Những người theo chủ nghĩa Epicure quan sát thấy rằng sự ham mê bừa bãi đôi khi dẫn đến những hậu quả tiêu cực. Do đó, một số trải nghiệm đã bị loại bỏ ngay lập tức, và một số trải nghiệm khó chịu phải chịu đựng trong hiện tại để đảm bảo một cuộc sống tốt đẹp hơn trong tương lai. Đối với những người Epicurus, các summum bonum, (điều tốt đẹp tuyệt đối), là sự thận trọng, thực hiện thông qua điều tiết và thận trọng. Sự ham mê quá mức có thể phá hủy khoái cảm và thậm chí có thể dẫn đến đau đớn. Ví dụ, ăn một loại thức ăn quá thường xuyên sẽ khiến một người mất đi sở thích. Ăn quá nhiều thức ăn một lúc dẫn đến khó chịu và không tốt cho sức khỏe. Đau đớn và sợ hãi là điều phải tránh. Sống về cơ bản là tốt, trừ đau đớn và bệnh tật. Cái chết không đáng sợ. Nỗi sợ hãi được coi là nguồn gốc của hầu hết bất hạnh. Chiến thắng nỗi sợ hãi cái chết đương nhiên sẽ dẫn đến một cuộc sống hạnh phúc hơn. Epicurus lý luận nếu có thế giới bên kia và sự bất tử, thì nỗi sợ hãi cái chết là phi lý. Nếu không có sự sống sau khi chết, thì người đó sẽ không còn sống để đau khổ, sợ hãi hay lo lắng; người đó sẽ không tồn tại trong cái chết. Thật phi lý khi phải băn khoăn trước những hoàn cảnh không tồn tại, chẳng hạn như trạng thái chết của con người khi không có thế giới bên kia. :37–38

## Đạo đức học trong các trường phái
Suốt từ thời cổ đại, đạo đức học bao giờ cũng là một bộ phận của triết học. Những vấn đề của đạo đức học nhiều khi còn là vấn đề trung tâm của nhiều hệ thống triết học. Các bộ phận khác như bản thể luận, nhận thức luận thường chỉ đóng vai trò cơ sở cho việc xây dựng hệ thống đạo đức học. Điều này biểu hiện rõ nét trong triết học của Platon, Aristotle, trường phái Êpiquya, trường phái ích kỉ, Spinôda, Kant, trong triết học của Khổng tử, Mạnh tử, Lão tử, Tuân tử và nhiều trường phái khác. Tại sao vậy? Bởi vì đạo đức học chính là triết học của đời sống thực tiễn, mà lợi ích của đời sống thực tiễn thường lấn át lợi ích lý thuyết thuần túy.
Tư tưởng đạo đức học của người Hy Lạp cổ đại chú trọng lý giải sự hình thành các chuẩn mực luân lý và tập tục, tìm cách phân biệt thật-giả, thiện-ác... Đạo đức học lúc này được coi là học thuyết về phẩm hạnh.
Người Trung Quốc cổ đại cũng có những quan niệm đạo đức học rất sớm. Đạo ban đầu chỉ có nghĩa là con đường đã đi theo Thuyết Văn giải Tự, về sau có thêm nghĩa là con đường có chí hướng nhất định, hướng dẫn hành vi con người theo một phương hướng nào đó. Nói tóm lại: đạo là con đường sống của con người trong xã hội. Đức trong nghĩa thông dụng của người Trung Quốc cổ đại chỉ đức hạnh tốt, phần tốt đẹp, thẳng thắn của con người. Đức thường được hiểu là biểu hiện của đạo. Nói đạo đức liền nhau thường để chỉ những yêu cầu, những nguyên tắc cuộc sống đặt ra, đòi hỏi mọi người tuân theo.